# All Wound Up
All Wound Up – debiutancki album studyjny amerykańskiego zespołu Godsmack, wydany lokalnie w rodzinnych stronach zespołu w lutym 1997 roku w niskim nakładzie za pośrednictwem własnej wytwórni grupy, E.K. Records Company. Album został nagrany przez zespół w składzie: Sully Erna, Robbie Merrill i Tony Rombola w ciągu trzech dni za 2600 dolarów i doczekał się łącznie czterech tłoczeń – dwóch w 1997 roku i kolejnych dwóch w 1998 roku. Według serwisu Discogs nakład każdego z tych tłoczeń nie przekroczył 2000 egzemplarzy. W drugim tłoczeniu albumu w booklecie na liście twórców jako perkusista wymieniony był Joe D’Arco (w roku wydania albumu zastąpił oryginalnego bębniarza kapeli, Tommy’ego Stewarta) – stanowiło to poprawę błędu z pierwszego tłoczenia wydawnictwa, gdzie jako perkusista widniał Tony Rombola. Dalej jednak była to nieprawdziwa informacja, gdyż w rzeczywistości D’Arco dołączył do zespołu już po wydaniu All Wound Up, a wszystkie partie perkusyjne na albumie zagrał Sully Erna. Tłoczenia z 1998 roku od tłoczeń z 1997 roku odróżniała obecność utworu „Whatever”, nagranego jako singel w lutym 1998 roku z udziałem perkusisty Joego D’Arco, przy czym w tłoczeniu trzecim utwór ten umieszczony był na osobnym CD.

Album All Wound Up znacznie przyczynił się do zwiększenia popularności zespołu w Bostonie i okolicach, na co niemały wpływ miało pozyskanie kopii albumu przez DJ-a z lokalnej stacji radiowej WAAF (FM) i częste odtwarzanie na antenie stacji pochodzącego z niego utworu „Keep Away”, a później także „Whatever”. Popularność obu utworów przełożyła się na duży wzrost zainteresowania albumem, co w jednym z wywiadów Sully Erna, wokalista i lider Godsmacka, opisał następująco: 

Sprzedawaliśmy może 50 kopii miesięcznie, kiedy WAAF kupiła album. Nagle zaczęliśmy sprzedawać ponad tysiąc płyt tygodniowo. To było szalone. Tym bardziej, że to wszystko odbywało się w mojej sypialni. Po latach ciężkiej pracy sprawy w końcu przybrały właściwy obrót.

Wydawnictwo zgodziła się także sprzedawać Newbury Comics, sieć sklepów płytowych w Nowej Anglii, i wkrótce All Wound Up stał się drugim najlepiej sprzedającym się albumem w tej sieci, co było związane z częstym graniem przez Godsmacka wyprzedających się koncertów w całej Nowej Anglii. Latem 1998 roku Godsmack podpisał kontrakt z dużą komercyjną wytwórnią Universal/Republic Records i pod jej skrzydłami All Wound Up został zremasterowany oraz zmodyfikowany pod względem tracklisty – dodano instrumentalny utwór „Someone in London” oraz usunięto utwór „Goin’ Down” (pojawił się na drugim albumie studyjnym zespołu), a następnie 25 sierpnia 1998 roku wydano go ogólnokrajowo w zmienionej oprawie graficznej i pod taką samą nazwą jak zespół.

## Lista utworów
Opracowano na podstawie materiału źródłowego.
| Nr  | Tytuł utworu       | Długość |
| --- | ------------------ | ------- |
| 1.  | „Moon Baby”        | 4:23    |
| 2.  | „Immune”           | 4:48    |
| 3.  | „Time Bomb”        | 3:57    |
| 4.  | „Keep Away”        | 5:06    |
| 5.  | „Situation”        | 5:32    |
| 6.  | „Stress”           | 5:02    |
| 7.  | „Bad Religion”     | 3:39    |
| 8.  | „Get Up, Get Out!” | 5:31    |
| 9.  | „Now or Never”     | 5:05    |
| 10. | „Goin’ Down”       | 3:30    |
| 11. | „Voodoo”           | 8:02    |
|     |                    | 54:35   |

| Utwór dodatkowy na osobnym CD – trzecie tłoczenie | Utwór dodatkowy na osobnym CD – trzecie tłoczenie | Utwór dodatkowy na osobnym CD – trzecie tłoczenie |
| Nr                                                | Tytuł utworu                                      | Długość                                           |
| ------------------------------------------------- | ------------------------------------------------- | ------------------------------------------------- |
| 1.                                                | „Whatever”                                        | 3:25                                              |

| Utwór dodatkowy – czwarte tłoczenie | Utwór dodatkowy – czwarte tłoczenie | Utwór dodatkowy – czwarte tłoczenie |
| Nr                                  | Tytuł utworu                        | Długość                             |
| ----------------------------------- | ----------------------------------- | ----------------------------------- |
| 1.                                  | „Whatever”                          | 3:25                                |

## Twórcy
Opracowano na podstawie materiału źródłowego.
Zespół Godsmack w składzie
- Sully Erna – wokal, instrumenty klawiszowe, perkusja[c]
- Tony Rombola – wokal, gitara, perkusja[d]
- Robbie Merrill – gitara basowa
- Joe D’Arco – perkusja[e]

Dodatkowi muzycy
- Andrew „Mudrock” Murdock(inne języki) – instrumenty perkusyjne

Produkcja
- Sully Erna – produkcja muzyczna, miksowanie, projekt okładki, oprawa graficzna
- Andrew „Mudrock” Murdock – współprodukcja muzyczna, inżynieria, miksowanie, nagrywanie
- Jonathan Wyner – mastering
- Susan Slater – fotografie, projekt okładki, oprawa graficzna